# Cyrtandra athrocarpa
Cyrtandra athrocarpa är en tvåhjärtbladig växtart som beskrevs av Brian Laurence Burtt. Cyrtandra athrocarpa ingår i släktet Cyrtandra och familjen Gesneriaceae. Inga underarter finns listade i Catalogue of Life.